# Phil DeLara
Phil DeLara a volte scritto Phil De Lara (1914 – 1973) è stato un fumettista e animatore statunitense.
Phil DeLara incominciò a fare l'animatore alla Warner Bros. negli anni trenta e a disegnare fumetti Disney all'inizio degli anni cinquanta alla Western Publishing. È noto soprattutto per le sue storie di Cip e Ciop, ma lavorò spesso anche su Archimede e Pippo.
Artista versatile, dopo il periodo Disney Phil DeLara si trasferì alla Warner Bros. e alla Hanna & Barbera, su altri personaggi come i Flintstones, Speedy Gonzales e Daffy Duck.
Per alcuni anni lavorò anche ai cartoni animati di Chuck Jones.
Disegnò fino al 1973.